# Zamek w Białokrynicy
Zamek w Białokrynicy – pierwotny zamek zbudowany został w XVI w. przez rodzinę Zbaraskich, magnacki ród książęcy.

## Zamek
Zamek w Białokrynicy zbudowali Zbarascy. Miał on dwie kondygnacje i wysokie piwnice, a zbudowany był z kamienia w stylu prawdopodobnie renesansowym. Był broniony przez cztery bastiony ziemne, fosy wypełnione wodą oraz inne fortyfikacje. Mimo to zdobyty został w 1603 r. przez Tatarów i zniszczony. Ale już w 1606 r. Zbarascy zamek odbudowali. W 1617 r. przez kilka tygodni podejmowany był w Białokrynicy królewicz Władysław Waza idący na wyprawę moskiewską. Po bezpotomnej śmierci ostatniego męskiego przedstawiciela tej rodziny, ks. Jerzego w 1631 r., dobra przeszły do spowinowaconych z nim ks. Wiśniowieckich. W 1705 r. na zamku przebywał hetman kozacki Iwan Mazepa (Jan Kołodyński). Trzymał on wówczas do chrztu Urszulę Wiśniowiecką. 
W XVIII wieku zamek powoli podupadał, gdyż Wiśniowieccy rezydowali w nowszej i wspanialszej rezydencji - na zamku w Wiśniowcu. Bardzo w tym czasie ucierpiała połowa zachodniego wału i północno-zachodni bastion. W 1725 roku zamek otrzymał od Urszuli w wianie Michał Kazimierz Radziwiłł Rybeńko, który w tutejszym kościele wziął z nią ślub.
W 1806 r. cała budowla padła pastwą pożaru. Od tego momentu, w ciągu kilkudziesięciu lat następnych zamek pozostawał już jako malownicza ruina. W takiej postaci przedstawiony został na litografii Pillera z połowy XIX w. Dzięki Tadeuszowi Jerzemu Steckiemu, który prawdopodobnie dokonał pomiarów na miejscu lub też oparł się na miejscowych przekazach, wiemy, że zamek miał 35 sążni długości, 9 szerokości, 5 wysokości i zawierał przeszło czterdzieści pokoi oraz sal. Długość obwarowań po stronie wschodniej i zachodniej wynosiła po 43, a po południowej i północnej po 37 sążni. Fosy otaczające zamek ze wszystkich stron były szerokie na 6 sążni.

## Pałac

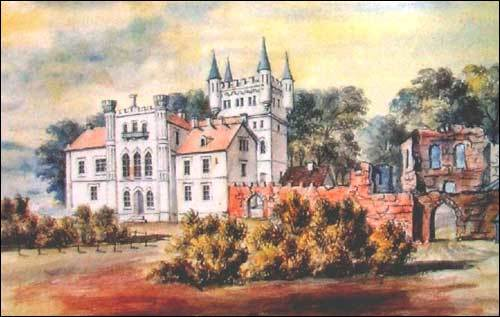
Pałac - N. Orda

Od spadkobierców ks. Dominika Radziwiłła nabył Białokrynicę Aleksander Colonna-Czosnowski, syn Józefa Wincentego i Julii Sobańskiej. Prawdopodobnie po 1850 r. Aleksander Czosnowski wybudował w Białokrynicy nowy pałac w stylu neogotyckim, włączając w jego ściany częściowo mury lewego skrzydła dawnego zamku. Bryła tej budowli tak bardzo różni się od bryły zamku znanej z litografii, że trudno tu mówić o jakiejkolwiek rekonstrukcji stanu poprzedniego. Najprawdopodobniej znaczną część murów po prostu rozebrano, a uzyskany stąd materiał użyto jako budulca dla nowej rezydencji. Pałac Czosnowskiego przedstawił na rysunku z lat sześćdziesiątych lub siedemdziesiątych Napoleon Orda. Jego dwukondygnacyjny, siedmioosiowy korpus miał pośrodku podwyższony o jeszcze jedną niską kondygnację trójosiowy ryzalit, ujęty w ramy smukłych, rozczłonkowanych płycinami wieżyczek sterczynowych, zwieńczonych krenelażem. Część ryzalitowa otrzymała otwory drzwiowe i okienne zamknięte łukiem ostrym, partie boczne natomiast, nakryte gładkim dachem dwuspadowym, kształt prostokątny. Główne wejście poprzedzono tylko kilkoma stopniami. Od tyłu pałacu stanęła potężna, trójosiowa, czworoboczna dwupiętrowa wieża z nadwieszonymi wieżyczkami w narożach i dachem schowanym za krenelażem. Również prostokątne otwory okienne wieży zamknięto łukiem Tudora lub poziomymi gzymsami, załamanymi w dół pod kątem prostym.
Przeznaczywszy na cele budowy pałacu więcej funduszów, niż mu na to pozwalał jego stan majątkowy, Czosnowski nie zdołał zabrać się do przebudowy skrzydła prawego zamku, zaznaczonego na rysunku Ordy. Gdy umarł nagle, wierzyciele zawładnęli całym wewnętrznym urządzeniem pałacu. Dopiero Woronin plany Czosnowskiego zrealizował, a może je nawet rozszerzył. Nie odbudował on jednak także istniejących jeszcze ruin, lecz przedłużył pałac w kierunku odwrotnym. Od frontu wzbogacił nieco ryzalit, dodając przed drzwiami wejściowymi niewielki przedsionek z tarasem u góry. Rozebrał też prawe skrzydło pałacu Czosnowskiego i odsłonił w ten sposób wieżę. Drugą podobną wzniósł po lewej stronie głównego korpusu. Rozbudowany w ten sposób pałac otrzymał bryłę bardzo zróżnicowaną, nieregularną. Umierając, całe dobra białokrynickie wraz z pałacem oraz kapitał w wysokości 80 000 rubli przeznaczył Woronin na fundację i utrzymanie szkoły rolniczo-rzemieślniczej dla chłopców. Szkoła założona została w pałacu w 1895 r. i istniała tam do 1939 r.
Do dworu w Białokrynicy wiodła aleja wysadzana drzewami liściastymi. Dochodziła ona do obronnego zapewne niegdyś rowu (fosy), przez który w okresie budowy pałacu przerzucono murowany most, z balustradą wprawioną w także murowane słupki. Przed mostem, po obu stronach ustawiono kilkumetrowej wysokości wieloboczne, zwieńczone krenelażem filary, na których prawdopodobnie zawieszano latarnie. Za mostem, już w obrębie ogrodu, wznosiła się monumentalna również i otynkowana brama wjazdowa, stylowo powiązana ściśle z neogotycką architekturą pałacu. Jej szeroki, półkoliście zamknięty prześwit flankowały potężne, wieloboczne, wertykalnie płycinami rozczłonkowane filary, spięte u góry ścianką. Dekorowały ją dwa fryzy: dolny, wąski o motywach roślinnych oraz znacznie szerszy górny, arkadowy. Zarówno oba filary, jak i łączącą je ściankę wieńczył krenelaż. Organicznie z bramą wjazdową powiązano ustawione po obu jej stronach pawiloniki dla odźwiernych. Zarówno od strony wjazdu, jak i od ogrodu wyposażono je w okna prostokątne, zamknięte lukiem Tudora. Elewacje pawiloników zamykał gzyms kostkowy oraz krenelaż, narożniki zaś wieńczyły typowe dla neogotyku wieżyczki nadwieszone.